# Blanzac (Alta Loira)
Blanzac è un comune francese di 308 abitanti situato nel dipartimento dell'Alta Loira della regione dell'Alvernia-Rodano-Alpi.

## Società

### Evoluzione demografica
Abitanti censiti